# Gilles Proulx
Pour les articles homonymes, voir Proulx.
Gilles Proulx est un animateur de radio, un animateur de télévision et un globetrotter québécois né à Verdun, sur la rue Willibrord, le 5 avril 1940. Sur une longue période, il a occupé divers postes dans le domaine de la radio et de la télévision, ce qui lui a valu une notoriété importante au Québec. Il débuta sur les ondes en 1962 avant de prendre sa retraite 46 ans plus tard, soit le 7 août 2008 sur les ondes du 98,5FM. Depuis 2009, il signe des chroniques d'opinion et de voyage chaque semaine dans le Journal de Montréal.
Il est le frère de Jacques Proulx, ancien « morning man » vedette de CKAC.
Le fonds d'archives de Gilles Proulx est conservé au centre d'archives de Montréal de Bibliothèque et Archives nationales du Québec.

## Biographie
Il détient un baccalauréat de l'UQAM en communication.
De 1979 à 1991, il était chargé de cours en communication à l'Université de Montréal et professeur invité à l'Université Cheikh Anta Diop à Dakar au Sénégal, en journalisme radiophonique en 1983.
Il fut directeur de l'information à CKLM, journaliste à l'émission le Temps de vivre à Radio-Canada, et commentateur à CKOI-FM.
Après son retour de Bosnie-Herzégovine en août 1994, il a publié un long rapport sur l'aspect humanitaire des Forces armées canadiennes dans la Presse.
Il fut animateur du Journal du midi durant 24 ans, soit de 1984 à 1994 à CJMS, de 1994 à 2004 à CKAC, puis de 2004 à 2008 au 98,5 FM.
En 1998 et 1999, il a animé les Grands Dossiers historiques à la chaîne télévisée Canal D.
Photographe et voyageur, il a publié plusieurs livres dont À la conquête du monde en 1996 et Globetrotter en 2000.
À l'automne 2009, il présente une série qui s'appelle « Mémoire de Proulx » produite par le Canal Vox à Montréal et la série est diffusée sur d'autres stations au Québec.
Au côté de l'avocat, chroniqueur, auteur et enseignant en droit constitutionnel Frédéric Bérard, il était un invité hebdomadaire de Denis Lévesque dans son émission à LCN,.

### Controverses
En septembre 2005, pour le compte de TQS, il anime une émission télévisée d'opinions, l'Avocat et le diable. Lors d'un épisode, il tient des propos choquants au sujet d'une victime d'agression sexuelle, ce qui mène à une petite tempête médiatique et à sa suspension de l'émission, le 16 septembre 2005.
En mars 2023, Gilles Proulx est vivement critiqué par la classe politique québécoise pour avoir tenu, lors d’une chronique à Qub Radio, des propos considérés par certains comme étant violents à l'égard des députés de Québec solidaire. Le premier ministre du Québec François Legault compte parmi les figures politiques à condamner les propos de l'animateur, qu'il juge haineux.

## Honneurs
- Il a reçu la médaille Bene Merenti de Patria en 1987.
- La Société Saint-Jean-Baptiste lui a décerné le prix Olivar-Asselin.
- En 1996, il est nommé « Citoyen Honoraire du Royaume du Maroc ».
- En 1997, l'Association des radiodiffuseurs canadiens lui remet le Ruban d'or.
- En 1998, il a reçu la Médaille de la Reconnaissance française, remise par le ministre des Affaires étrangères du gouvernement français, pour son engagement envers la défense et le développement de la langue française.
- Pour son travail de promotion de la vérité concernant Napoléon, il a reçu la médaille de la Légion du mérite décernée par la Société napoléonienne internationale.
- Le 22 novembre 2007, Gilles Proulx a été nommé chevalier de l'ordre de la Pléiade.
- Le 18 juin 2008, il a reçu de l'Association des descendants des Patriotes de 1837 le prix prix Édouard-Raymond-Fabre 2008.

## Anecdote
Le 15 mars 2007, alors qu'il effectuait un examen de routine médicale à l'Institut de cardiologie de Montréal, les médecins ont jugé qu'une intervention chirurgicale était nécessaire, un quadruple pontage coronarien sera fait.
Gilles Proulx s'est inspiré du personnage de Adrian Cronauer (Robin Williams) dans le film Good Morning, Vietnam pour développer son style d'animation radiophonique coloré.
En 1986, il a rédigé un mémoire intitulé Le clergé, la radio et la télévision à Montréal de 1918 à 1970 et obtenu par correspondance un diplôme de l’Université de Saint-Louis du Missouri qui annonçait ses programmes à distance dans les journaux québécois de l’époque, mais dont le certificat s’est avéré sans valeur, une mésaventure qui a lui coûté quelque 5000 $. Gilles Proulx a repris partiellement ce mémoire dans un livre paru la même année, La radio d’hier à aujourd’hui, aux Éditions Libre Expression. Gilles Proulx a admis sa naïveté au sujet de ce diplôme à l'émission Enquête à Radio-Canada du 1er mars 2012 et à l’émission Les Francs Tireurs à Télé Québec le 10 janvier 2007.
Le 10 mars 2023, à l'émission de radio de Richard Martineau, Gilles Proulx tient des propos considérés par certains comme étant haineux au sujet des députés de Québec Solidaire, qualifiant ceux-ci de « bâtards » et de « cochonneries », de « gangrène », de « menteurs » et les accuse de se livrer à de la « putasserie ». Dans une autre chronique maintenant retirée du web, toujours avec Richard Martineau, Gilles Proulx en rajoute. Après avoir longuement parlé de Gabriel Nadeau-Dubois  il s’exclame : « Les Anglais ont raison, on devrait les achever une fois pour toutes ces épais ». Gilles Proulx précise par la suite que Gabriel Nadeau-Dubois n'aurait pas répété la phrase dans son contexte initial à l'Assemblée Nationale et que cette phrase aurait été mal comprise.